# Okręg wyborczy nr 34 do Sejmu Rzeczypospolitej Polskiej
Okręg wyborczy nr 34 do Sejmu Rzeczypospolitej Polskiej obejmuje obszar miasta na prawach powiatu Elbląga oraz powiatów bartoszyckiego, braniewskiego, działdowskiego, elbląskiego, iławskiego, lidzbarskiego, nowomiejskiego i ostródzkiego (województwo warmińsko-mazurskie). W obecnym kształcie został utworzony w 2001. Wybieranych jest w nim 8 posłów w systemie proporcjonalnym.
Siedzibą okręgowej komisji wyborczej jest Elbląg.

## Wyniki wyborów
| Podział 8 mandatów: SLD–UP: 5 Samoobrona: 1 PSL: 1 PO: 1 |

| Podział 8 mandatów: SLD: 1 Samoobrona: 2 PSL: 1 PO: 2 PiS: 2 |

| Podział 8 mandatów: LiD: 1 PSL: 1 PO: 4 PiS: 2 |

| Podział 8 mandatów: RP: 1 PSL: 1 PO: 4 PiS: 2 |

| Podział 8 mandatów: K’15: 1 PO: 3 PiS: 4 |

| Podział 8 mandatów: SLD: 1 KO: 2 PSL: 1 PiS: 4 |

| Podział 8 mandatów: KO: 3 TD: 1 PiS: 4 |

## Reprezentanci okręgu
| Sejm | Rok  | Poseł KW          | Poseł KW                                                     | Poseł KW        | Poseł KW                      | Poseł KW         | Poseł KW                      | Poseł KW        | Poseł KW                 | Poseł KW         | Poseł KW                 | Poseł KW                          | Poseł KW              | Poseł KW | Poseł KW       | Poseł KW | Poseł KW           |
| ---- | ---- | ----------------- | ------------------------------------------------------------ | --------------- | ----------------------------- | ---------------- | ----------------------------- | --------------- | ------------------------ | ---------------- | ------------------------ | --------------------------------- | --------------------- | -------- | -------------- | -------- | ------------------ |
| IV   | 2001 |                   | W. Gintowt-Dziewałtowski SLD–UP (2001) SLD (2005) LiD (2007) |                 | J. Müller SLD–UP              |                  | A. Umiński SLD–UP             |                 | A. Ołdakowski Samoobrona |                  | D. Ciborowska SLD–UP     |                                   | J. Antochowski SLD–UP |          | S. Gorczyca PO |          | S. Żelichowski PSL |
| V    | 2005 |                   | W. Gintowt-Dziewałtowski SLD–UP (2001) SLD (2005) LiD (2007) | K. Lisek PO     |                               | L. Krasulski PiS |                               | K. Gajewska PiS | A. Ołdakowski Samoobrona |                  | R. Rochnowska Samoobrona |                                   |                       |          | S. Gorczyca PO |          | S. Żelichowski PSL |
| VI   | 2007 |                   | W. Gintowt-Dziewałtowski SLD–UP (2001) SLD (2005) LiD (2007) | K. Lisek PO     |                               | L. Krasulski PiS | T. Naguszewski PO             | Z. Babalski PiS |                          | A. Żyliński PO   | M. Sycz PO               |                                   |                       |          |                |          | S. Żelichowski PSL |
| VI   | 2009 | P. Cieśliński PO  | W. Gintowt-Dziewałtowski SLD–UP (2001) SLD (2005) LiD (2007) |                 |                               | L. Krasulski PiS | T. Naguszewski PO             | Z. Babalski PiS |                          | A. Żyliński PO   | M. Sycz PO               |                                   |                       |          |                |          | S. Żelichowski PSL |
| VII  | 2011 | P. Cieśliński PO  |                                                              | W. Penkalski RP | E. Gelert PO (2011) KO (2019) | L. Krasulski PiS | S. Rybicki PO                 | Z. Babalski PiS |                          |                  | M. Sycz PO               |                                   |                       |          |                |          | S. Żelichowski PSL |
| VII  | 2012 | P. Cieśliński PO  | A. Żyliński PO                                               | W. Penkalski RP | E. Gelert PO (2011) KO (2019) | L. Krasulski PiS |                               | Z. Babalski PiS |                          |                  | M. Sycz PO               |                                   |                       |          |                |          | S. Żelichowski PSL |
| VII  | 2014 | P. Cieśliński PO  | T. Naguszewski PO                                            | W. Penkalski RP | E. Gelert PO (2011) KO (2019) | L. Krasulski PiS |                               | Z. Babalski PiS |                          |                  | M. Sycz PO               |                                   |                       |          |                |          | S. Żelichowski PSL |
| VIII | 2015 | P. Cieśliński PO  |                                                              | J. Wilk PiS     | E. Gelert PO (2011) KO (2019) | L. Krasulski PiS | J. Protas PO (2015) KO (2019) | Z. Babalski PiS |                          | A. Kobylarz K’15 |                          | A. Ołdakowski PiS                 |                       |          |                |          |                    |
| IX   | 2019 |                   | M. Falej SLD                                                 | J. Wilk PiS     | E. Gelert PO (2011) KO (2019) | L. Krasulski PiS | J. Protas PO (2015) KO (2019) | Z. Babalski PiS |                          |                  |                          | Z. Ziejewski PSL (2019) TD (2023) | R. Gontarz PiS        |          |                |          |                    |
| IX   | 2021 | A. Ołdakowski PiS | M. Falej SLD                                                 |                 | E. Gelert PO (2011) KO (2019) | L. Krasulski PiS | J. Protas PO (2015) KO (2019) | Z. Babalski PiS |                          |                  |                          | Z. Ziejewski PSL (2019) TD (2023) | R. Gontarz PiS        |          |                |          |                    |
| X    | 2023 | T. Wilk PiS       |                                                              | S. Gorczyca KO  | E. Gelert PO (2011) KO (2019) | L. Krasulski PiS | J. Protas PO (2015) KO (2019) | A. Śliwka PiS   |                          |                  |                          | Z. Ziejewski PSL (2019) TD (2023) | R. Gontarz PiS        |          |                |          |                    |
| X    | 2024 | T. Wilk PiS       | K. Królak KO                                                 | S. Gorczyca KO  | E. Gelert PO (2011) KO (2019) | L. Krasulski PiS |                               | A. Śliwka PiS   |                          |                  |                          | Z. Ziejewski PSL (2019) TD (2023) | R. Gontarz PiS        |          |                |          |                    |

### Wybory parlamentarne 2001
| Komitet wyborczy                                      | Komitet wyborczy                              | Głosów | %     | Mandaty | Wybrani posłowie                                                                                |
| ----------------------------------------------------- | --------------------------------------------- | ------ | ----- | ------- | ----------------------------------------------------------------------------------------------- |
|                                                       | KKW Sojusz Lewicy Demokratycznej – Unia Pracy | 93 743 | 47,89 | 5       | Witold Gintowt-Dziewałtowski, Jerzy Müller, Andrzej Umiński, Danuta Ciborowska, Jan Antochowski |
|                                                       | Samoobrona Rzeczpospolitej Polskiej           | 24 889 | 12,71 | 1       | Adam Ołdakowski                                                                                 |
|                                                       | KWW Platforma Obywatelska                     | 20 261 | 10,35 | 1       | Stanisław Gorczyca                                                                              |
|                                                       | Polskie Stronnictwo Ludowe                    | 17 731 | 9,06  | 1       | Stanisław Żelichowski                                                                           |
|                                                       | Liga Polskich Rodzin                          | 13 102 | 6,69  | –       |                                                                                                 |
|                                                       | Prawo i Sprawiedliwość                        | 12 459 | 6,36  | –       |                                                                                                 |
|                                                       | Unia Wolności                                 | 7559   | 3,86  | –       |                                                                                                 |
|                                                       | KKW Akcja Wyborcza Solidarność Prawicy        | 5328   | 2,72  | –       |                                                                                                 |
|                                                       | Alternatywa Ruch Społeczny                    | 687    | 0,35  | –       |                                                                                                 |
| Frekwencja: 42,03% Źródło: Państwowa Komisja Wyborcza |                                               |        |       |         |                                                                                                 |

Poniższa tabela przedstawia podział mandatów dla komitetów wyborczych na podstawie uzyskanych głosów, a następnie obliczonych ilorazów wyborczych na podstawie zmodyfikowanej metody Sainte-Laguë.
| Podział mandatów dla komitetów wyborczych na podstawie zmodyfikowanej metody Sainte-Laguë | Podział mandatów dla komitetów wyborczych na podstawie zmodyfikowanej metody Sainte-Laguë | Podział mandatów dla komitetów wyborczych na podstawie zmodyfikowanej metody Sainte-Laguë | Podział mandatów dla komitetów wyborczych na podstawie zmodyfikowanej metody Sainte-Laguë | Podział mandatów dla komitetów wyborczych na podstawie zmodyfikowanej metody Sainte-Laguë | Podział mandatów dla komitetów wyborczych na podstawie zmodyfikowanej metody Sainte-Laguë | Podział mandatów dla komitetów wyborczych na podstawie zmodyfikowanej metody Sainte-Laguë | Podział mandatów dla komitetów wyborczych na podstawie zmodyfikowanej metody Sainte-Laguë | Podział mandatów dla komitetów wyborczych na podstawie zmodyfikowanej metody Sainte-Laguë | Podział mandatów dla komitetów wyborczych na podstawie zmodyfikowanej metody Sainte-Laguë | Podział mandatów dla komitetów wyborczych na podstawie zmodyfikowanej metody Sainte-Laguë | Podział mandatów dla komitetów wyborczych na podstawie zmodyfikowanej metody Sainte-Laguë | Podział mandatów dla komitetów wyborczych na podstawie zmodyfikowanej metody Sainte-Laguë |
| Komitet wyborczy                                                                          | Komitet wyborczy                                                                          | Liczba głosów                                                                             | Iloraz wyborczy                                                                           | Iloraz wyborczy                                                                           | Iloraz wyborczy                                                                           | Iloraz wyborczy                                                                           | Iloraz wyborczy                                                                           | Iloraz wyborczy                                                                           | Iloraz wyborczy                                                                           | Iloraz wyborczy                                                                           | Mandaty                                                                                   | TP                                                                                        |
| Komitet wyborczy                                                                          | Komitet wyborczy                                                                          | Liczba głosów                                                                             | /1,4                                                                                      | /3                                                                                        | /5                                                                                        | /7                                                                                        | /9                                                                                        | /11                                                                                       | /13                                                                                       | /15                                                                                       | Mandaty                                                                                   | TP                                                                                        |
| ----------------------------------------------------------------------------------------- | ----------------------------------------------------------------------------------------- | ----------------------------------------------------------------------------------------- | ----------------------------------------------------------------------------------------- | ----------------------------------------------------------------------------------------- | ----------------------------------------------------------------------------------------- | ----------------------------------------------------------------------------------------- | ----------------------------------------------------------------------------------------- | ----------------------------------------------------------------------------------------- | ----------------------------------------------------------------------------------------- | ----------------------------------------------------------------------------------------- | ----------------------------------------------------------------------------------------- | ----------------------------------------------------------------------------------------- |
|                                                                                           | KKW Sojusz Lewicy Demokratycznej – Unia Pracy                                             | 93 743                                                                                    | 66 959                                                                                    | 31 248                                                                                    | 18 749                                                                                    | 13 392                                                                                    | 10 416                                                                                    | 8522                                                                                      | 7211                                                                                      | 6250                                                                                      | 5                                                                                         | 4,12                                                                                      |
|                                                                                           | Samoobrona Rzeczpospolitej Polskiej                                                       | 24 889                                                                                    | 17 778                                                                                    | 8296                                                                                      | 4978                                                                                      | 3556                                                                                      | 2765                                                                                      | 2263                                                                                      | 1915                                                                                      | 1659                                                                                      | 1                                                                                         | 1,09                                                                                      |
|                                                                                           | KWW Platforma Obywatelska                                                                 | 20 261                                                                                    | 14 472                                                                                    | 6754                                                                                      | 4052                                                                                      | 2894                                                                                      | 2251                                                                                      | 1842                                                                                      | 1559                                                                                      | 1351                                                                                      | 1                                                                                         | 0,89                                                                                      |
|                                                                                           | Polskie Stronnictwo Ludowe                                                                | 17 731                                                                                    | 12 665                                                                                    | 5910                                                                                      | 3546                                                                                      | 2533                                                                                      | 1970                                                                                      | 1612                                                                                      | 1364                                                                                      | 1182                                                                                      | 1                                                                                         | 0,78                                                                                      |
|                                                                                           | Liga Polskich Rodzin                                                                      | 13 102                                                                                    | 9359                                                                                      | 4367                                                                                      | 2620                                                                                      | 1872                                                                                      | 1456                                                                                      | 1191                                                                                      | 1008                                                                                      | 873                                                                                       | 0                                                                                         | 0,58                                                                                      |
|                                                                                           | Prawo i Sprawiedliwość                                                                    | 12 459                                                                                    | 8899                                                                                      | 4153                                                                                      | 2492                                                                                      | 1780                                                                                      | 1384                                                                                      | 1133                                                                                      | 958                                                                                       | 831                                                                                       | 0                                                                                         | 0,55                                                                                      |
| Ogółem                                                                                    | Ogółem                                                                                    | 182 185                                                                                   | —                                                                                         | —                                                                                         | —                                                                                         | —                                                                                         | —                                                                                         | —                                                                                         | —                                                                                         | —                                                                                         | 8                                                                                         | 8                                                                                         |

### Wybory parlamentarne 2005
| Komitet wyborczy                                      | Komitet wyborczy                    | Głosów | %     | Mandaty | Wybrani posłowie                     |
| ----------------------------------------------------- | ----------------------------------- | ------ | ----- | ------- | ------------------------------------ |
|                                                       | Platforma Obywatelska RP            | 39 052 | 23,48 | 2       | Krzysztof Lisek, Stanisław Gorczyca  |
|                                                       | Prawo i Sprawiedliwość              | 36 355 | 21,85 | 2       | Leonard Krasulski, Karolina Gajewska |
|                                                       | Samoobrona Rzeczpospolitej Polskiej | 29 404 | 17,68 | 2       | Renata Rochnowska, Adam Ołdakowski   |
|                                                       | Sojusz Lewicy Demokratycznej        | 20 005 | 12,03 | 1       | Witold Gintowt-Dziewałtowski         |
|                                                       | Polskie Stronnictwo Ludowe          | 14 980 | 9,01  | 1       | Stanisław Żelichowski                |
|                                                       | Liga Polskich Rodzin                | 9 289  | 5,58  | –       |                                      |
|                                                       | Socjaldemokracja Polska             | 5 929  | 3,56  | –       |                                      |
|                                                       | Partia Demokratyczna – demokraci.pl | 5 136  | 3,09  | –       |                                      |
|                                                       | Platforma Janusza Korwin-Mikke      | 1 961  | 1,18  | –       |                                      |
|                                                       | Ruch Patriotyczny                   | 1 469  | 0,88  | –       |                                      |
|                                                       | Polska Partia Pracy                 | 1 439  | 0,87  | –       |                                      |
|                                                       | Centrum                             | 768    | 0,46  | –       |                                      |
|                                                       | Polska Partia Narodowa              | 560    | 0,34  | –       |                                      |
| Frekwencja: 34,40% Źródło: Państwowa Komisja Wyborcza |                                     |        |       |         |                                      |

Poniższa tabela przedstawia podział mandatów dla komitetów wyborczych na podstawie uzyskanych głosów, a następnie obliczonych ilorazów wyborczych na podstawie metody D’Hondta.
| Podział mandatów dla komitetów wyborczych na podstawie metody D’Hondta | Podział mandatów dla komitetów wyborczych na podstawie metody D’Hondta | Podział mandatów dla komitetów wyborczych na podstawie metody D’Hondta | Podział mandatów dla komitetów wyborczych na podstawie metody D’Hondta | Podział mandatów dla komitetów wyborczych na podstawie metody D’Hondta | Podział mandatów dla komitetów wyborczych na podstawie metody D’Hondta | Podział mandatów dla komitetów wyborczych na podstawie metody D’Hondta | Podział mandatów dla komitetów wyborczych na podstawie metody D’Hondta | Podział mandatów dla komitetów wyborczych na podstawie metody D’Hondta | Podział mandatów dla komitetów wyborczych na podstawie metody D’Hondta |
| Komitet wyborczy                                                       | Komitet wyborczy                                                       | Liczba głosów                                                          | Iloraz wyborczy                                                        | Iloraz wyborczy                                                        | Iloraz wyborczy                                                        | Iloraz wyborczy                                                        | Iloraz wyborczy                                                        | Mandaty                                                                | TP                                                                     |
| Komitet wyborczy                                                       | Komitet wyborczy                                                       | Liczba głosów                                                          | /1                                                                     | /2                                                                     | /3                                                                     | ...                                                                    | /8                                                                     | Mandaty                                                                | TP                                                                     |
| ---------------------------------------------------------------------- | ---------------------------------------------------------------------- | ---------------------------------------------------------------------- | ---------------------------------------------------------------------- | ---------------------------------------------------------------------- | ---------------------------------------------------------------------- | ---------------------------------------------------------------------- | ---------------------------------------------------------------------- | ---------------------------------------------------------------------- | ---------------------------------------------------------------------- |
|                                                                        | Platforma Obywatelska RP                                               | 39 052                                                                 | 39 052                                                                 | 19 526                                                                 | 13 017                                                                 | ...                                                                    | 4882                                                                   | 2                                                                      | 2,10                                                                   |
|                                                                        | Prawo i Sprawiedliwość                                                 | 36 355                                                                 | 36 355                                                                 | 18 178                                                                 | 12 118                                                                 | ...                                                                    | 4544                                                                   | 2                                                                      | 1,95                                                                   |
|                                                                        | Samoobrona Rzeczpospolitej Polskiej                                    | 29 404                                                                 | 29 404                                                                 | 14 702                                                                 | 9801                                                                   | ...                                                                    | 3676                                                                   | 2                                                                      | 1,58                                                                   |
|                                                                        | Sojusz Lewicy Demokratycznej                                           | 20 005                                                                 | 20 005                                                                 | 10 003                                                                 | 6668                                                                   | ...                                                                    | 2501                                                                   | 1                                                                      | 1,07                                                                   |
|                                                                        | Polskie Stronnictwo Ludowe                                             | 14 980                                                                 | 14 980                                                                 | 7490                                                                   | 4993                                                                   | ...                                                                    | 1873                                                                   | 1                                                                      | 0,80                                                                   |
|                                                                        | Liga Polskich Rodzin                                                   | 9289                                                                   | 9289                                                                   | 4645                                                                   | 3096                                                                   | ...                                                                    | 1161                                                                   | 0                                                                      | 0,50                                                                   |
| Ogółem                                                                 | Ogółem                                                                 | 149 085                                                                | —                                                                      | —                                                                      | —                                                                      | —                                                                      | —                                                                      | 8                                                                      | 8                                                                      |

### Wybory parlamentarne 2007
| Komitet wyborczy                                      | Komitet wyborczy                      | Głosów | %     | Mandaty | Wybrani posłowie                                                                  |
| ----------------------------------------------------- | ------------------------------------- | ------ | ----- | ------- | --------------------------------------------------------------------------------- |
|                                                       | Platforma Obywatelska RP              | 99 946 | 43,34 | 4       | Krzysztof Lisek, Tadeusz Naguszewski, Adam Żyliński, Miron Sycz, Piotr Cieśliński |
|                                                       | Prawo i Sprawiedliwość                | 55 948 | 24,26 | 2       | Leonard Krasulski, Zbigniew Babalski                                              |
|                                                       | KKW Lewica i Demokraci SLD+SDPL+PD+UP | 35 584 | 15,43 | 1       | Witold Gintowt-Dziewałtowski                                                      |
|                                                       | Polskie Stronnictwo Ludowe            | 26 326 | 11,42 | 1       | Stanisław Żelichowski                                                             |
|                                                       | Samoobrona Rzeczpospolitej Polskiej   | 6 29   | 3,00  | –       |                                                                                   |
|                                                       | Liga Polskich Rodzin                  | 3 220  | 1,40  | –       |                                                                                   |
|                                                       | Polska Partia Pracy                   | 2 639  | 1,14  | –       |                                                                                   |
| Frekwencja: 46,89% Źródło: Państwowa Komisja Wyborcza |                                       |        |       |         |                                                                                   |

Poniższa tabela przedstawia podział mandatów dla komitetów wyborczych na podstawie uzyskanych głosów, a następnie obliczonych ilorazów wyborczych na podstawie metody D’Hondta.
| Podział mandatów dla komitetów wyborczych na podstawie metody D’Hondta | Podział mandatów dla komitetów wyborczych na podstawie metody D’Hondta | Podział mandatów dla komitetów wyborczych na podstawie metody D’Hondta | Podział mandatów dla komitetów wyborczych na podstawie metody D’Hondta | Podział mandatów dla komitetów wyborczych na podstawie metody D’Hondta | Podział mandatów dla komitetów wyborczych na podstawie metody D’Hondta | Podział mandatów dla komitetów wyborczych na podstawie metody D’Hondta | Podział mandatów dla komitetów wyborczych na podstawie metody D’Hondta | Podział mandatów dla komitetów wyborczych na podstawie metody D’Hondta | Podział mandatów dla komitetów wyborczych na podstawie metody D’Hondta | Podział mandatów dla komitetów wyborczych na podstawie metody D’Hondta | Podział mandatów dla komitetów wyborczych na podstawie metody D’Hondta |
| Komitet wyborczy                                                       | Komitet wyborczy                                                       | Liczba głosów                                                          | Iloraz wyborczy                                                        | Iloraz wyborczy                                                        | Iloraz wyborczy                                                        | Iloraz wyborczy                                                        | Iloraz wyborczy                                                        | Iloraz wyborczy                                                        | Iloraz wyborczy                                                        | Mandaty                                                                | TP                                                                     |
| Komitet wyborczy                                                       | Komitet wyborczy                                                       | Liczba głosów                                                          | /1                                                                     | /2                                                                     | /3                                                                     | /4                                                                     | /5                                                                     | ...                                                                    | /8                                                                     | Mandaty                                                                | TP                                                                     |
| ---------------------------------------------------------------------- | ---------------------------------------------------------------------- | ---------------------------------------------------------------------- | ---------------------------------------------------------------------- | ---------------------------------------------------------------------- | ---------------------------------------------------------------------- | ---------------------------------------------------------------------- | ---------------------------------------------------------------------- | ---------------------------------------------------------------------- | ---------------------------------------------------------------------- | ---------------------------------------------------------------------- | ---------------------------------------------------------------------- |
|                                                                        | Platforma Obywatelska RP                                               | 99 946                                                                 | 99 946                                                                 | 49 973                                                                 | 33 315                                                                 | 24 987                                                                 | 19 989                                                                 | ...                                                                    | 12 493                                                                 | 4                                                                      | 3,67                                                                   |
|                                                                        | Prawo i Sprawiedliwość                                                 | 55 948                                                                 | 55 948                                                                 | 27 974                                                                 | 18 649                                                                 | 13 987                                                                 | 11 190                                                                 | ...                                                                    | 6994                                                                   | 2                                                                      | 2,05                                                                   |
|                                                                        | KKW Lewica i Demokraci SLD+SDPL+PD+UP                                  | 35 584                                                                 | 35 584                                                                 | 17 792                                                                 | 11 861                                                                 | 8896                                                                   | 7117                                                                   | ...                                                                    | 4448                                                                   | 1                                                                      | 1,31                                                                   |
|                                                                        | Polskie Stronnictwo Ludowe                                             | 26 326                                                                 | 26 326                                                                 | 13 163                                                                 | 8775                                                                   | 6582                                                                   | 5265                                                                   | ...                                                                    | 3291                                                                   | 1                                                                      | 0,97                                                                   |
| Ogółem                                                                 | Ogółem                                                                 | 217 804                                                                | —                                                                      | —                                                                      | —                                                                      | —                                                                      | —                                                                      | —                                                                      | —                                                                      | 8                                                                      | 8                                                                      |

### Wybory parlamentarne 2011
| Komitet wyborczy                                      | Komitet wyborczy                              | Głosów | %     | Mandaty | Wybrani posłowie                                                                                    |
| ----------------------------------------------------- | --------------------------------------------- | ------ | ----- | ------- | --------------------------------------------------------------------------------------------------- |
|                                                       | Platforma Obywatelska RP                      | 82 904 | 42,37 | 4       | Elżbieta Gelert, Piotr Cieśliński, Sławomir Rybicki, Miron Sycz, Adam Żyliński, Tadeusz Naguszewski |
|                                                       | Prawo i Sprawiedliwość                        | 45 403 | 23,21 | 2       | Leonard Krasulski, Zbigniew Babalski                                                                |
|                                                       | Polskie Stronnictwo Ludowe                    | 23 870 | 12,20 | 1       | Stanisław Żelichowski                                                                               |
|                                                       | Ruch Palikota                                 | 22 659 | 11,58 | 1       | Wojciech Penkalski                                                                                  |
|                                                       | Sojusz Lewicy Demokratycznej                  | 15 091 | 7,71  | –       | |
|                                                       | Polska Jest Najważniejsza                     | 3 430  | 1,75  | –       | |
|                                                       | Polska Partia Pracy – Sierpień 80             | 1 340  | 0,68  | –       | |
|                                                       | Nasz Dom Polska – Samoobrona Andrzeja Leppera | 963    | 0,49  | –       | |
| Frekwencja: 41,24% Źródło: Państwowa Komisja Wyborcza |                                               |        |       |         | |

Poniższa tabela przedstawia podział mandatów dla komitetów wyborczych na podstawie uzyskanych głosów, a następnie obliczonych ilorazów wyborczych na podstawie metody D’Hondta.
| Podział mandatów dla komitetów wyborczych na podstawie metody D’Hondta | Podział mandatów dla komitetów wyborczych na podstawie metody D’Hondta | Podział mandatów dla komitetów wyborczych na podstawie metody D’Hondta | Podział mandatów dla komitetów wyborczych na podstawie metody D’Hondta | Podział mandatów dla komitetów wyborczych na podstawie metody D’Hondta | Podział mandatów dla komitetów wyborczych na podstawie metody D’Hondta | Podział mandatów dla komitetów wyborczych na podstawie metody D’Hondta | Podział mandatów dla komitetów wyborczych na podstawie metody D’Hondta | Podział mandatów dla komitetów wyborczych na podstawie metody D’Hondta | Podział mandatów dla komitetów wyborczych na podstawie metody D’Hondta | Podział mandatów dla komitetów wyborczych na podstawie metody D’Hondta | Podział mandatów dla komitetów wyborczych na podstawie metody D’Hondta |
| Komitet wyborczy                                                       | Komitet wyborczy                                                       | Liczba głosów                                                          | Iloraz wyborczy                                                        | Iloraz wyborczy                                                        | Iloraz wyborczy                                                        | Iloraz wyborczy                                                        | Iloraz wyborczy                                                        | Iloraz wyborczy                                                        | Iloraz wyborczy                                                        | Mandaty                                                                | TP                                                                     |
| Komitet wyborczy                                                       | Komitet wyborczy                                                       | Liczba głosów                                                          | /1                                                                     | /2                                                                     | /3                                                                     | /4                                                                     | /5                                                                     | ...                                                                    | /8                                                                     | Mandaty                                                                | TP                                                                     |
| ---------------------------------------------------------------------- | ---------------------------------------------------------------------- | ---------------------------------------------------------------------- | ---------------------------------------------------------------------- | ---------------------------------------------------------------------- | ---------------------------------------------------------------------- | ---------------------------------------------------------------------- | ---------------------------------------------------------------------- | ---------------------------------------------------------------------- | ---------------------------------------------------------------------- | ---------------------------------------------------------------------- | ---------------------------------------------------------------------- |
|                                                                        | Platforma Obywatelska RP                                               | 82 904                                                                 | 82 904                                                                 | 41 452                                                                 | 27 635                                                                 | 20 726                                                                 | 16 581                                                                 | ...                                                                    | 10 363                                                                 | 4                                                                      | 3,49                                                                   |
|                                                                        | Prawo i Sprawiedliwość                                                 | 45 403                                                                 | 45 403                                                                 | 22 702                                                                 | 15 134                                                                 | 11 351                                                                 | 9081                                                                   | ...                                                                    | 5675                                                                   | 2                                                                      | 1,91                                                                   |
|                                                                        | Polskie Stronnictwo Ludowe                                             | 23 870                                                                 | 23 870                                                                 | 11 935                                                                 | 7957                                                                   | 5968                                                                   | 4774                                                                   | ...                                                                    | 2984                                                                   | 1                                                                      | 1,01                                                                   |
|                                                                        | Ruch Palikota                                                          | 22 659                                                                 | 22 659                                                                 | 11 330                                                                 | 7553                                                                   | 5665                                                                   | 4532                                                                   | ...                                                                    | 2832                                                                   | 1                                                                      | 0,95                                                                   |
|                                                                        | Sojusz Lewicy Demokratycznej                                           | 15 091                                                                 | 15 091                                                                 | 7546                                                                   | 5030                                                                   | 3773                                                                   | 3018                                                                   | ...                                                                    | 1886                                                                   | 0                                                                      | 0,64                                                                   |
| Ogółem                                                                 | Ogółem                                                                 | 189 927                                                                | —                                                                      | —                                                                      | —                                                                      | —                                                                      | —                                                                      | —                                                                      | —                                                                      | 8                                                                      | 8                                                                      |

### Wybory parlamentarne 2015
| Komitet wyborczy                                      | Komitet wyborczy                             | Głosów | %     | Mandaty | Wybrani posłowie                                                  |
| ----------------------------------------------------- | -------------------------------------------- | ------ | ----- | ------- | ----------------------------------------------------------------- |
|                                                       | Prawo i Sprawiedliwość                       | 63 226 | 31,56 | 4       | Jerzy Wilk, Zbigniew Babalski, Leonard Krasulski, Adam Ołdakowski |
|                                                       | Platforma Obywatelska RP                     | 60 359 | 30,12 | 3       | Jacek Protas, Elżbieta Gelert, Piotr Cieśliński                   |
|                                                       | KWW Kukiz’15                                 | 16 514 | 8,24  | 1       | Andrzej Kobylarz                                                  |
|                                                       | KKW Zjednoczona Lewica SLD+TR+PPS+UP+Zieloni | 15 407 | 7,69  | –       |                                                                   |
|                                                       | Polskie Stronnictwo Ludowe                   | 13 411 | 6,69  | –       |                                                                   |
|                                                       | Nowoczesna Ryszarda Petru                    | 11 668 | 5,82  | –       |                                                                   |
|                                                       | KORWiN                                       | 9 480  | 4,73  | –       |                                                                   |
|                                                       | Partia Razem                                 | 7 608  | 3,80  | –       |                                                                   |
|                                                       | KWW JOW Bezpartyjni                          | 1 426  | 0,71  | –       |                                                                   |
|                                                       | KWW Zbigniewa Stonogi                        | 1 253  | 0,63  | –       |                                                                   |
| Frekwencja: 41,30% Źródło: Państwowa Komisja Wyborcza |                                              |        |       |         |                                                                   |

Poniższa tabela przedstawia podział mandatów dla komitetów wyborczych na podstawie uzyskanych głosów, a następnie obliczonych ilorazów wyborczych na podstawie metody D’Hondta.
| Podział mandatów dla komitetów wyborczych na podstawie metody D’Hondta | Podział mandatów dla komitetów wyborczych na podstawie metody D’Hondta | Podział mandatów dla komitetów wyborczych na podstawie metody D’Hondta | Podział mandatów dla komitetów wyborczych na podstawie metody D’Hondta | Podział mandatów dla komitetów wyborczych na podstawie metody D’Hondta | Podział mandatów dla komitetów wyborczych na podstawie metody D’Hondta | Podział mandatów dla komitetów wyborczych na podstawie metody D’Hondta | Podział mandatów dla komitetów wyborczych na podstawie metody D’Hondta | Podział mandatów dla komitetów wyborczych na podstawie metody D’Hondta | Podział mandatów dla komitetów wyborczych na podstawie metody D’Hondta | Podział mandatów dla komitetów wyborczych na podstawie metody D’Hondta | Podział mandatów dla komitetów wyborczych na podstawie metody D’Hondta |
| Komitet wyborczy                                                       | Komitet wyborczy                                                       | Liczba głosów                                                          | Iloraz wyborczy                                                        | Iloraz wyborczy                                                        | Iloraz wyborczy                                                        | Iloraz wyborczy                                                        | Iloraz wyborczy                                                        | Iloraz wyborczy                                                        | Iloraz wyborczy                                                        | Mandaty                                                                | TP                                                                     |
| Komitet wyborczy                                                       | Komitet wyborczy                                                       | Liczba głosów                                                          | /1                                                                     | /2                                                                     | /3                                                                     | /4                                                                     | /5                                                                     | ...                                                                    | /8                                                                     | Mandaty                                                                | TP                                                                     |
| ---------------------------------------------------------------------- | ---------------------------------------------------------------------- | ---------------------------------------------------------------------- | ---------------------------------------------------------------------- | ---------------------------------------------------------------------- | ---------------------------------------------------------------------- | ---------------------------------------------------------------------- | ---------------------------------------------------------------------- | ---------------------------------------------------------------------- | ---------------------------------------------------------------------- | ---------------------------------------------------------------------- | ---------------------------------------------------------------------- |
|                                                                        | Prawo i Sprawiedliwość                                                 | 63 226                                                                 | 63 226                                                                 | 31 613                                                                 | 21 075                                                                 | 15 807                                                                 | 12 645                                                                 | ...                                                                    | 7903                                                                   | 4                                                                      | 3,06                                                                   |
|                                                                        | Platforma Obywatelska RP                                               | 60 359                                                                 | 60 359                                                                 | 30 180                                                                 | 20 120                                                                 | 15 090                                                                 | 12 072                                                                 | ...                                                                    | 7545                                                                   | 3                                                                      | 2,92                                                                   |
|                                                                        | KWW Kukiz’15                                                           | 16 514                                                                 | 16 514                                                                 | 8257                                                                   | 5505                                                                   | 4129                                                                   | 3303                                                                   | ...                                                                    | 2064                                                                   | 1                                                                      | 0,80                                                                   |
|                                                                        | Polskie Stronnictwo Ludowe                                             | 13 411                                                                 | 13 411                                                                 | 6706                                                                   | 4470                                                                   | 3353                                                                   | 2682                                                                   | ...                                                                    | 1676                                                                   | 0                                                                      | 0,65                                                                   |
|                                                                        | Nowoczesna Ryszarda Petru                                              | 11 668                                                                 | 11 668                                                                 | 5834                                                                   | 3889                                                                   | 2917                                                                   | 2334                                                                   | ...                                                                    | 1459                                                                   | 0                                                                      | 0,57                                                                   |
| Ogółem                                                                 | Ogółem                                                                 | 165 178                                                                | —                                                                      | —                                                                      | —                                                                      | —                                                                      | —                                                                      | —                                                                      | —                                                                      | 8                                                                      | 8                                                                      |

### Wybory parlamentarne 2019
| Komitet wyborczy                                      | Komitet wyborczy                           | Głosów  | %     | Mandaty | Wybrani posłowie                                                                  |
| ----------------------------------------------------- | ------------------------------------------ | ------- | ----- | ------- | --------------------------------------------------------------------------------- |
|                                                       | Prawo i Sprawiedliwość                     | 102 478 | 40,86 | 4       | Leonard Krasulski, Zbigniew Babalski, Jerzy Wilk, Robert Gontarz, Adam Ołdakowski |
|                                                       | KKW Koalicja Obywatelska PO .N iPL Zieloni | 71 320  | 28,43 | 2       | Jacek Protas, Elżbieta Gelert                                                     |
|                                                       | Sojusz Lewicy Demokratycznej               | 29 196  | 11,64 | 1       | Monika Falej                                                                      |
|                                                       | Polskie Stronnictwo Ludowe                 | 27 319  | 10,89 | 1       | Zbigniew Ziejewski                                                                |
|                                                       | Konfederacja Wolność i Niepodległość       | 14 187  | 5,66  | –       |                                                                                   |
|                                                       | KWW Koalicja Bezpartyjni i Samorządowcy    | 6 319   | 2,52  | –       |                                                                                   |
| Frekwencja: 52,71% Źródło: Państwowa Komisja Wyborcza |                                            |         |       |         |                                                                                   |

Poniższa tabela przedstawia podział mandatów dla komitetów wyborczych na podstawie uzyskanych głosów, a następnie obliczonych ilorazów wyborczych na podstawie metody D’Hondta.
| Podział mandatów dla komitetów wyborczych na podstawie metody D’Hondta | Podział mandatów dla komitetów wyborczych na podstawie metody D’Hondta | Podział mandatów dla komitetów wyborczych na podstawie metody D’Hondta | Podział mandatów dla komitetów wyborczych na podstawie metody D’Hondta | Podział mandatów dla komitetów wyborczych na podstawie metody D’Hondta | Podział mandatów dla komitetów wyborczych na podstawie metody D’Hondta | Podział mandatów dla komitetów wyborczych na podstawie metody D’Hondta | Podział mandatów dla komitetów wyborczych na podstawie metody D’Hondta | Podział mandatów dla komitetów wyborczych na podstawie metody D’Hondta | Podział mandatów dla komitetów wyborczych na podstawie metody D’Hondta | Podział mandatów dla komitetów wyborczych na podstawie metody D’Hondta | Podział mandatów dla komitetów wyborczych na podstawie metody D’Hondta |
| Komitet wyborczy                                                       | Komitet wyborczy                                                       | Liczba głosów                                                          | Iloraz wyborczy                                                        | Iloraz wyborczy                                                        | Iloraz wyborczy                                                        | Iloraz wyborczy                                                        | Iloraz wyborczy                                                        | Iloraz wyborczy                                                        | Iloraz wyborczy                                                        | Mandaty                                                                | TP                                                                     |
| Komitet wyborczy                                                       | Komitet wyborczy                                                       | Liczba głosów                                                          | /1                                                                     | /2                                                                     | /3                                                                     | /4                                                                     | /5                                                                     | ...                                                                    | /8                                                                     | Mandaty                                                                | TP                                                                     |
| ---------------------------------------------------------------------- | ---------------------------------------------------------------------- | ---------------------------------------------------------------------- | ---------------------------------------------------------------------- | ---------------------------------------------------------------------- | ---------------------------------------------------------------------- | ---------------------------------------------------------------------- | ---------------------------------------------------------------------- | ---------------------------------------------------------------------- | ---------------------------------------------------------------------- | ---------------------------------------------------------------------- | ---------------------------------------------------------------------- |
|                                                                        | Prawo i Sprawiedliwość                                                 | 102 478                                                                | 102 478                                                                | 51 239                                                                 | 34 159                                                                 | 25 620                                                                 | 20 496                                                                 | ...                                                                    | 12 810                                                                 | 4                                                                      | 3,35                                                                   |
|                                                                        | KKW Koalicja Obywatelska PO .N iPL Zieloni                             | 71 320                                                                 | 71 320                                                                 | 35 660                                                                 | 23 773                                                                 | 17 830                                                                 | 14 264                                                                 | ...                                                                    | 8915                                                                   | 2                                                                      | 2,33                                                                   |
|                                                                        | Sojusz Lewicy Demokratycznej                                           | 29 196                                                                 | 29 196                                                                 | 14 598                                                                 | 9732                                                                   | 7299                                                                   | 5839                                                                   | ...                                                                    | 3650                                                                   | 1                                                                      | 0,96                                                                   |
|                                                                        | Polskie Stronnictwo Ludowe                                             | 27 319                                                                 | 27 319                                                                 | 13 660                                                                 | 9106                                                                   | 6830                                                                   | 5464                                                                   | ...                                                                    | 3415                                                                   | 1                                                                      | 0,89                                                                   |
|                                                                        | Konfederacja Wolność i Niepodległość                                   | 14 187                                                                 | 14 187                                                                 | 7094                                                                   | 4729                                                                   | 3547                                                                   | 2837                                                                   | ...                                                                    | 1773                                                                   | 0                                                                      | 0,46                                                                   |
| Ogółem                                                                 | Ogółem                                                                 | 244 500                                                                | —                                                                      | —                                                                      | —                                                                      | —                                                                      | —                                                                      | —                                                                      | —                                                                      | 8                                                                      | 8                                                                      |

### Wybory parlamentarne 2023
| Komitet wyborczy                                      | Komitet wyborczy                                                           | Głosów  | %     | Mandaty | Wybrani posłowie                                                    |
| ----------------------------------------------------- | -------------------------------------------------------------------------- | ------- | ----- | ------- | ------------------------------------------------------------------- |
|                                                       | Prawo i Sprawiedliwość                                                     | 105 373 | 35,20 | 4       | Andrzej Śliwka, Robert Gontarz, Leonard Krasulski, Teresa Wilk      |
|                                                       | KKW Koalicja Obywatelska PO .N iPL Zieloni                                 | 95 410  | 31,87 | 3       | Jacek Protas, Elżbieta Gelert, Stanisław Gorczyca, Katarzyna Królak |
|                                                       | KKW Trzecia Droga Polska 2050 Szymona Hołowni – Polskie Stronnictwo Ludowe | 46 101  | 15,40 | 1       | Zbigniew Ziejewski                                                  |
|                                                       | Nowa Lewica                                                                | 24 269  | 8,11  | –       |                                                                     |
|                                                       | Konfederacja Wolność i Niepodległość                                       | 19 590  | 6,54  | –       |                                                                     |
|                                                       | KWW Koalicja Bezpartyjni i Samorządowcy                                    | 4 322   | 1,44  | –       |                                                                     |
|                                                       | Polska Jest Jedna                                                          | 3 339   | 1,12  | –       |                                                                     |
|                                                       | Normalny Kraj                                                              | 976     | 0,33  | –       |                                                                     |
| Frekwencja: 67,64% Źródło: Państwowa Komisja Wyborcza |                                                                            |         |       |         |                                                                     |

Poniższa tabela przedstawia podział mandatów dla komitetów wyborczych na podstawie uzyskanych głosów, a następnie obliczonych ilorazów wyborczych na podstawie metody D’Hondta.
| Podział mandatów dla komitetów wyborczych na podstawie metody D’Hondta | Podział mandatów dla komitetów wyborczych na podstawie metody D’Hondta     | Podział mandatów dla komitetów wyborczych na podstawie metody D’Hondta | Podział mandatów dla komitetów wyborczych na podstawie metody D’Hondta | Podział mandatów dla komitetów wyborczych na podstawie metody D’Hondta | Podział mandatów dla komitetów wyborczych na podstawie metody D’Hondta | Podział mandatów dla komitetów wyborczych na podstawie metody D’Hondta | Podział mandatów dla komitetów wyborczych na podstawie metody D’Hondta | Podział mandatów dla komitetów wyborczych na podstawie metody D’Hondta | Podział mandatów dla komitetów wyborczych na podstawie metody D’Hondta | Podział mandatów dla komitetów wyborczych na podstawie metody D’Hondta | Podział mandatów dla komitetów wyborczych na podstawie metody D’Hondta |
| Komitet wyborczy                                                       | Komitet wyborczy                                                           | Liczba głosów                                                          | Iloraz wyborczy                                                        | Iloraz wyborczy                                                        | Iloraz wyborczy                                                        | Iloraz wyborczy                                                        | Iloraz wyborczy                                                        | Iloraz wyborczy                                                        | Iloraz wyborczy                                                        | Mandaty                                                                | TP                                                                     |
| Komitet wyborczy                                                       | Komitet wyborczy                                                           | Liczba głosów                                                          | /1                                                                     | /2                                                                     | /3                                                                     | /4                                                                     | /5                                                                     | ...                                                                    | /8                                                                     | Mandaty                                                                | TP                                                                     |
| ---------------------------------------------------------------------- | -------------------------------------------------------------------------- | ---------------------------------------------------------------------- | ---------------------------------------------------------------------- | ---------------------------------------------------------------------- | ---------------------------------------------------------------------- | ---------------------------------------------------------------------- | ---------------------------------------------------------------------- | ---------------------------------------------------------------------- | ---------------------------------------------------------------------- | ---------------------------------------------------------------------- | ---------------------------------------------------------------------- |
|                                                                        | Prawo i Sprawiedliwość                                                     | 105 373                                                                | 105 373                                                                | 52 687                                                                 | 35 124                                                                 | 26 343                                                                 | 21 075                                                                 | ...                                                                    | 13 172                                                                 | 4                                                                      | 2,90                                                                   |
|                                                                        | KKW Koalicja Obywatelska PO .N iPL Zieloni                                 | 95 410                                                                 | 95 410                                                                 | 47 705                                                                 | 31 803                                                                 | 23 853                                                                 | 19 082                                                                 | ...                                                                    | 11 926                                                                 | 3                                                                      | 2,63                                                                   |
|                                                                        | KKW Trzecia Droga Polska 2050 Szymona Hołowni – Polskie Stronnictwo Ludowe | 46 101                                                                 | 46 101                                                                 | 23 051                                                                 | 15 367                                                                 | 11 525                                                                 | 9220                                                                   | ...                                                                    | 5763                                                                   | 1                                                                      | 1,27                                                                   |
|                                                                        | Nowa Lewica                                                                | 24 269                                                                 | 24 269                                                                 | 12 135                                                                 | 8090                                                                   | 6067                                                                   | 4854                                                                   | ...                                                                    | 3034                                                                   | 0                                                                      | 0,67                                                                   |
|                                                                        | Konfederacja Wolność i Niepodległość                                       | 19 590                                                                 | 19 590                                                                 | 9795                                                                   | 6530                                                                   | 4898                                                                   | 3918                                                                   | ...                                                                    | 2449                                                                   | 0                                                                      | 0,54                                                                   |
| Ogółem                                                                 | Ogółem                                                                     | 290 743                                                                | —                                                                      | —                                                                      | —                                                                      | —                                                                      | —                                                                      | —                                                                      | —                                                                      | 8                                                                      | 8                                                                      |